# Wroughtonia laevis
Wroughtonia laevis – gatunek błonkówki  z rodziny męczelkowatych i podrodziny Helconinae.
Gatunek ten opisali po raz pierwszy Khuat Dang Long, Cornelis van Achterberg, James M. Carpenter i Nguyen Thi Oanh w 2020 roku. Opisu dokonali na podstawie pojedynczej samicy, odłowionej w maju 2005 roku w Parku Narodowym Xuân Sơn na terenie wietnamskiej prowincji Phú Thọ.
Błonkówka ta ma ciało o długości 8,4 mm, przednie skrzydło o długości 8 mm i oraz osłonkę pokładełka o długości 12 mm. Ubarwiona jest głównie żółtawobrązowo. 42-członowe czułki są brązowawe z kremowobiałymi członami od 14. do 22. Głaszczki są żółte. Długość głaszczków szczękowych jest 1,7 raza większa niż głowy. Czoło cechuje się blaszkowatym, stępionym na wierzchołku guzkiem. Głowa patrząc od góry jest 1,35 raza szersza niż długa. Wysokość oczu złożonych jest 1,2 raza większa od wysokości skroni. Długość mezosomy jest 2,3 raza większa niż jej wysokość. Wąskie, z przodu powykrawane, a z tyłu pomarszczone notauli przedzielone są żeberkiem. Powierzchnia pozatułowia jest pomarszczona, punktowana, zaopatrzona w nasadowe żeberko i areolę. Skrzydła mają żółtawą błonę oraz brązowe żyłki i pterostygmę. Użyłkowanie przedniego skrzydła cechuje się żyłką 3-SR 1,45 raza dłuższą od żyłki radialnej oraz żyłką 2-M 1,9 raza dłuższą od żyłki 3-SR. Z kolei w skrzydle tylnym długość żyłki 1-M wynosi 0,6 długości pierwszej żyłki radialno-medialnej (1r-m). Na krawędzi tylnego skrzydła występują cztery zaszczepki. Odnóża przedniej i środkowej pary są całkiem żółte, zaś tylnej pary żółte z przyciemnionymi wierzchołkami ud i goleni. Tylne uda mają na spodzie piłkowanie, natomiast brak jest tam guzka; nie licząc piłkowania są 4,35 raza dłuższe niż szerokie. Metasoma jest rudobrązowa z ciemnobrązową osłonką pokładełka. Grzbietowe żeberko na pierwszym tergicie metasomy sięga do 0,75 jego długości.
Owad orientalny, znany wyłącznie z lokalizacji typowej w Wietnamie.